# 雨の御堂筋
「雨の御堂筋」（あめのみどうすじ）は、ザ・ベンチャーズが日本で発表したシングル。欧陽菲菲がカバーし、シングルとして発売した。

## ザ・ベンチャーズ盤
- ザ・ベンチャーズが日本で発売したシングル。1971年9月発売（LIBERTY LR-2869）。

- ザ・ベンチャーズのインストゥルメンタル曲。

### 収録曲
1. 雨の御堂筋 (STRANGER IN MIDOOSUJI)
  - 英題は「STRANGER IN MIDOSUJI」と表記される場合もある。
2. 鳴門 (NARUTO)

## 欧陽菲菲盤
- 台湾出身の歌手・欧陽菲菲が、1971年9月5日に日本で発売した楽曲、デビューシングル。

- 大阪市の御堂筋を舞台にしたご当地ソングで、歌詞中に本町・いちょう並木・梅田新道・心斎橋などが登場する。

- オリコン週間シングルチャートでは9週連続で1位を獲得し[2]、累計売上は約136万枚[3]を記録した。

### 収録曲
1. 雨の御堂筋（3分15秒）
作詞：林春生／作曲：ザ・ベンチャーズ[1]／編曲：川口真
2. 愛のともしび（3分26秒）
作詞：橋本淳／作曲・編曲：筒美京平

## カバー
- 南沙織 - 『潮風のメロディ』（アルバム・1971年）
- 織井茂子 - 『京都の恋』（アルバム・1972年）
- アン・ルイス - 『雨の御堂筋 / アン・ルイス・ベンチャーズ・ヒットを歌う』（アルバム・1972年）
- 中澤ゆうこ - 『中澤ゆうこ 第一章』（アルバム・1998年）
- 林あさ美 - 『夕焼けが泣いている』（シングルカップリング・1998年）
- 中森明菜 -『ムード歌謡 〜歌姫昭和名曲集』 (アルバム・2009年)